# Bethany (New York)
Bethany ist eine Town im Genesee County des US-Bundesstaates New York. Im Jahr 2010 hatte Bethany 1765 Einwohner. Die Town liegt an der südlichen Countygrenze des Genesee County. US Route 20 und NYS Route 63 führen durch Bethany.

## Geschichte
Das Gebiet wurde um 1803 besiedelt. Die Town of Bethany wurde 1812 gegründet, wobei ihr Gebiet aus der Town Batavia herausgelöst wurde.

## Geographie
Nach den Angaben des United States Census Bureaus hat die Town eine Gesamtfläche von 93,5 km2, wobei es keine nennenswerten Gewässerflächen gibt.
Im Süden grenzt Bethany an das Wyoming County.
Nordwärts durch Bethany fließt der Oatka Creek, der ein Zufluss des Genesee River ist.

## Demographie
Zum Zeitpunkt des United States Census 2000 bewohnten Bethany 1760 Personen. Die Bevölkerungsdichte betrug 18,8 Personen pro km2. Es gab 665 Wohneinheiten, durchschnittlich 7,1 pro km2. Die Bevölkerung in Bethany bestand zu 97,05 % aus Weißen, 0,80 % Schwarzen oder African American, 0,23 % Native American, 0,23 % Asian, 0 % Pacific Islander, 0,17 % gaben an, anderen Rassen anzugehören und 1,53 % nannten zwei oder mehr Rassen. 0,40 % der Bevölkerung erklärten, Hispanos oder Latinos jeglicher Rasse zu sein.
Die Bewohner Bethanys verteilten sich auf 636 Haushalte, von denen in 34,9 % Kinder unter 18 Jahren lebten. 65,7 % der Haushalte stellten Verheiratete, 8,6 % hatten einen weiblichen Haushaltsvorstand ohne Ehemann und 21,5 % bildeten keine Familien. 16,7 % der Haushalte bestanden aus Einzelpersonen und in 5,0 % aller Haushalte lebte jemand im Alter von 65 Jahren oder mehr alleine. Die durchschnittliche Haushaltsgröße betrug 2,77 und die durchschnittliche Familiengröße 3,10 Personen.
Die Bevölkerung verteilte sich auf 25,5 % Minderjährige, 8,7 % 18–24-Jährige, 29,5 % 25–44-Jährige, 25,2 % 45–64-Jährige und 11,0 % im Alter von 65 Jahren oder mehr. Der Median des Alters betrug 38 Jahre. Auf jeweils 100 Frauen entfielen 106,3 Männer. Bei den über 18-Jährigen entfielen auf 100 Frauen 107,8 Männer.
Das mittlere Haushaltseinkommen in Bethany betrug 45.450 US-Dollar und das mittlere Familieneinkommen erreichte die Höhe von 50.234 US-Dollar. Das Durchschnittseinkommen der Männer betrug 32.113 US-Dollar, gegenüber 24.643 US-Dollar bei den Frauen. Das Pro-Kopf-Einkommen belief sich auf 18.693 US-Dollar. 5,1 % der Bevölkerung und 3,2 % der Familien hatten ein Einkommen unterhalb der Armutsgrenze, davon waren 8,0 % der Minderjährigen und 3,1 % der Altersgruppe 65 Jahre und mehr betroffen.

## Ortschaften und Lokalitäten in Bethany
- Bethany Center – ein Weiler an der Kreuzung von Route 20 und Bethany Center Road; hier befindet sich die Verwaltung der Town
- East Alexander – ein Weiler an der westlichen Grenze der Town
- East Bethany – in diesem Weiler befand sich früher das Postamt
- Linden – ein Weiler in der südwestlichen Ecke Bethanys
- Little Canada – ein Weiler nordöstlich von East Bethany an der Route 63
- Suicide Corners an der Kreuzung von Route 20 und East Road in Bethany Center.
- Texaco Town an der Kreuzung von Route 63 und Route 20 im Osten der Town
- West Bethany – ein Weiler an der westlichen Grenze zu Alexander

## Belege
1. ↑  Annual Estimates of the Resident Population for Incorporated Places: April 1, 2010 to July 1, 2014. Abgerufen am 4. Juni 2015 (englisch).
2. ↑  Census of Population and Housing. United States Census Bureau, ehemals im Original (nicht mehr online verfügbar); abgerufen am 4. Juni 2015 (englisch). (Seite nicht mehr abrufbar. Suche in Webarchiven)  Info: Der Link wurde automatisch als defekt markiert. Bitte prüfe den Link gemäß Anleitung und entferne dann diesen Hinweis.